# Natalie Balkow
Natalie Balkow (* 18. Dezember 1968 in Köln) ist eine deutsche Schriftstellerin und Werbetexterin, am bekanntesten durch den Gewinn des Ernst-Willner-Preises 2005.

## Biografie
Natalie Balkow wurde in Köln geboren und wuchs in Mönchengladbach auf. Dort machte sie ihr Abitur. Die heute in Mönchengladbach und Berlin lebende Natalie Balkow studierte Sinologie, Anglistik, Germanistik und Theaterwissenschaften. Es folgten Dramaturgie- und Regieassistenz beim Intendanten Frank-Patrick Steckel am Schauspielhaus Bochum sowie zahlreiche Engagements als freie Regisseurin.
Sie arbeitet heute als Texterin in einer Werbeagentur und als Autorin. Sie veröffentlicht auch bei der Zentralen Intelligenz Agentur.
2005 fuhr sie auf Einladung von Klaus Nüchtern zum Ingeborg-Bachmann-Preis, den Tagen der deutschsprachigen Literatur in Klagenfurt und gewann dort mit dem lakonischen „Oben, wo nichts mehr ist“ den Ernst-Willner-Preis. 2006 gewann sie für „Sonntagskinder“ den zweiten Preis beim MDR-Literaturwettbewerb.

## Werke
- "Kick it like Lieblingsstar". In: Jungleworld, Berlin: 1/2006.
- "Oben, wo nichts mehr ist". In: Die Besten 2005, Klagenfurter Texte, München: 2005.
- "Einmalleser", "Hölle" und "Chamäleon". In: Von Büchern & Menschen, Frankfurt/Main: 2005.